# 水口镇 (邛崃市)
水口镇，是中华人民共和国四川省成都市邛崃市曾经下辖的一个镇。2019年12月，撤销水口镇、大同乡和茶园乡，设立大同镇。

## 行政区划
水口镇撤销前下辖以下地区：
集群社区、钟山社区、青狮村、曙光村、合江村、金山村、石尊村、李桅村、白象村、梁山村、响水村、纸房沟村和陈沟村。